# ДК (пулемёт)
Пулемёт ДК (Дегтярёв Крупнокалиберный) — крупнокалиберный станковый пулемёт под патрон 12,7×108 мм. Принят на вооружение в 1931 году. Использовался для установки на бронеавтомобилях, например, на среднем бронеавтомобиле БА-9 и кораблях.

## История создания
В 1930 году конструктор Дегтярёв предоставил вариант пулемёта под патрон 12,7×108 мм, получивший обозначение ДК (Дегтярёв Крупнокалиберный). В целом он повторял конструкцию ДП-27, отличаясь, помимо размеров, органами управления огнём и типом магазина (сам тип питания остался без изменений).

## Характеристики
Пулемёт имел высокий по тем временам темп стрельбы — 450 выстрелов/мин, что обеспечивало введение буферного устройства в затыльнике пулемёта. Уменьшение влияния отдачи и улучшение меткости стрельбы достигалось мощным дульным тормозом, установленным на стволе, и амортизатором отката — на станке. Пулемёт монтировался на универсальном колёсно-треножном станке конструкции И. Н. Колесникова, допускавшем ведение стрельбы по наземным и воздушным целям.

## Производство
В 1932 году Ковровский завод приступил к мелкосерийному выпуску 12,7-мм крупнокалиберного пулемёта под индексом ДК-32. Однако в производстве они находились только до конца 1935 года. Это было время исканий, когда конструкция оружия все время модернизировалась. Усовершенствованию подвергались в основном система питания и станок.

## Модернизация
По опыту применения, к середине 1930-х было принято решение о необходимости модернизации. План модификации разработал конструктор Г. Шпагин, предложивший «приставной» модуль ленточного питания, устанавливающийся сверху на ствольную коробку. Инженер И. Лещинский предложил для ДШК универсальный колёсно-треножный станок-лафет, а также передок к нему. Для его конструкции характерно использование ходов автомобильного типа, что значительно повысило маневренные качества пулемёта.
Усовершенствованный пулемёт под обозначением 12,7 мм пулемёт Дегтярева-Шпагина крупнокалиберный образца 1938 года был принят на вооружение РККА в 1939 году.